# Tormis Laine
Tormis Laine (Tallinn, 6 agosto 2000) è uno sciatore alpino estone.

## Biografia
Specialista delle prove tecniche attivo dal luglio del 2016, Laine ha esordito ai Giochi olimpici invernali a Pyeongchang 2018, dove si è classificato 40º nello slalom gigante e non ha completato lo slalom speciale, ai Campionati mondiali a Åre 2019, dove non ha completato lo slalom speciale, in Coppa Europa il 16 dicembre 2019 in Val di Fassa nella medesima specialità, senza completare la gara, e in Coppa del Mondo il 27 novembre 2020 a Lech/Zürs in parallelo (58º).
Ai Mondiali di Cortina d'Ampezzo 2021 si è piazzato 47º nello slalom gigante e non ha completato lo slalom speciale; l'anno dopo ai XXIV Giochi olimpici invernali di Pechino 2022 non ha portato a termine né lo slalom gigante né lo slalom speciale, mentre ai Mondiali di Courchevel/Méribel 2023 si è classificato 31º nello slalom gigante e non ha completato lo slalom speciale e a quelli di Saalbach-Hinterglemm 2025 si è piazzato 13º nella combinata a squadre e non ha completato lo slalom gigante e lo slalom speciale.

## Palmarès

### Coppa del Mondo
- Miglior piazzamento in classifica generale: 78º nel 2025

### Coppa Europa
- Miglior piazzamento in classifica generale: 134º nel 2024

### Nor-Am Cup
- Miglior piazzamento in classifica generale: 2º nel 2024
- 6 podi:
  - 3 vittorie
  - 3 secondi posti

#### Nor-Am Cup - vittorie
| Data             | Località          | Paese  | Specialità |
| ---------------- | ----------------- | ------ | ---------- |
| 27 febbraio 2024 | Mont-Sainte-Marie | Canada | GS         |
| 10 aprile 2024   | Panorama          | Canada | SL         |
| 11 aprile 2024   | Panorama          | Canada | SL         |

Legenda:

GS = slalom gigante

SL = slalom speciale

## Campionati estoni
- 2 medaglie:
  - 2 ori (slalom gigante, slalom speciale nel 2019)